# Esgrima nos Jogos Pan-Americanos de 2023 - Florete por equipes masculino
O evento do florete por equipes masculino da esgrima nos Jogos Pan-Americanos de 2023 foi disputado em 3 de novembro de 2023 no Centro de Esportes Paralímpicos, localizado no cluster do Estádio Nacional. Um total de 24 esgrimistas de oito Comitês Olímpicos Nacionais (CON) participaram da competição.

## Calendário
Horário local (UTC−3).
| Data          | Hora  | Fase                                        |
| ------------- | ----- | ------------------------------------------- |
| 3 de novembro | 11:00 | Quartas de final                            |
| 3 de novembro | 12:40 | Semifinais Classificação 5º–8º lugar        |
| 3 de novembro | 14:20 | Disputa pelo 7º lugar Disputa pelo 5º lugar |
| 3 de novembro | 16:00 | Disputa pelo bronze                         |
| 3 de novembro | 17:30 | Final                                       |

## Medalhistas
|  | USA Estados Unidos                              |  | CAN Canadá                                       |  | BRA Brasil                                       |
|  | Gerek Meinhardt Nick Itkin Miles Chamley-Watson |  | Maximilien Van Haaster Blake Broszus Patrick Liu |  | Pedro Marostega Guilherme Toldo Henrique Marques |

## Resultados
A competição foi disputada em apenas um dia, no formato eliminatório direto, até a definição dos medalhistas.
|  | Quartas de final   | Quartas de final |                    |    | Semifinais          | Semifinais          |  |  | Final | Final |
|  |                    |                  |                    |    |                     |                     |  |  |       |       |
|  |                    |                  |                    |    |                     |                     |  |  |       |       |
|  |                    |                  |                    |    |                     |                     |  |  |       |       |
|  | USA Estados Unidos | 45               |                    |    |                     |                     |  |  |       |       |
|  | USA Estados Unidos | 45               |                    |    |                     |                     |  |  |       |       |
|  | VEN Venezuela      | 21               |                    |    |                     |                     |  |  |       |       |
|  | VEN Venezuela      | 21               | USA Estados Unidos | 45 |                     |                     |  |  |       |       |
|  |                    |                  | USA Estados Unidos | 45 |                     |                     |  |  |       |       |
|  |                    | CHI Chile        | 17                 |    |                     |                     |  |  |       |       |
|  | CHI Chile          | CHI Chile        | 17                 | 45 |                     |                     |  |  |       |       |
|  | CHI Chile          |                  |                    | 45 |                     |                     |  |  |       |       |
|  | ARG Argentina      | 43               |                    |    |                     |                     |  |  |       |       |
|  | ARG Argentina      | 43               | USA Estados Unidos | 45 |                     |                     |  |  |       |       |
|  |                    |                  | USA Estados Unidos | 45 |                     |                     |  |  |       |       |
|  |                    | CAN Canadá       | 19                 |    |                     |                     |  |  |       |       |
|  | BRA Brasil         | CAN Canadá       | 19                 | 45 |                     |                     |  |  |       |       |
|  | BRA Brasil         |                  |                    | 45 |                     |                     |  |  |       |       |
|  | MEX México         | 34               |                    |    |                     |                     |  |  |       |       |
|  | MEX México         | 34               | BRA Brasil         | 41 |                     |                     |  |  |       |       |
|  |                    |                  | BRA Brasil         | 41 |                     |                     |  |  |       |       |
|  |                    | CAN Canadá       | 45                 |    | Disputa pelo bronze | Disputa pelo bronze |  |  |       |       |
|  | COL Colômbia       | CAN Canadá       | 45                 | 13 | Disputa pelo bronze | Disputa pelo bronze |  |  |       |       |
|  | COL Colômbia       |                  |                    | 13 |                     |                     |  |  |       |       |
|  | CAN Canadá         | 45               |                    |    |                     |                     |  |  |       |       |
|  | CAN Canadá         | 45               | CHI Chile          | 36 |                     |                     |  |  |       |       |
|  |                    |                  |                    |    |                     |                     |  |  |       |       |
|  | BRA Brasil         | 45               |                    |    |                     |                     |  |  |       |       |
|  | BRA Brasil         | 45               |                    |    |                     |                     |  |  |       |       |

Classificação 5º–8º lugar
|  | Classificação 5º–8º | Classificação 5º–8º |                       |    | Disputa pelo 5º lugar | Disputa pelo 5º lugar |
|  |                     |                     |                       |    |                       |                       |
|  |                     |                     |                       |    |                       |                       |
|  |                     |                     |                       |    |                       |                       |
|  | VEN Venezuela       | 39                  |                       |    |                       |                       |
|  | VEN Venezuela       | 39                  |                       |    |                       |                       |
|  | ARG Argentina       | 45                  |                       |    |                       |                       |
|  | ARG Argentina       | 45                  | ARG Argentina         | 45 |                       |                       |
|  |                     |                     | ARG Argentina         | 45 |                       |                       |
|  |                     | MEX México          | 39                    |    |                       |                       |
|  | COL Colômbia        | MEX México          | 39                    | 35 |                       |                       |
|  | COL Colômbia        |                     |                       | 35 |                       |                       |
|  | MEX México          | 45                  |                       |    |                       |                       |
|  | MEX México          | 45                  | Disputa pelo 7º lugar |    |                       |                       |
|  |                     |                     |                       |    |                       |                       |
|  |                     |                     |                       |    |                       |                       |
|  |                     |                     |                       |    |                       |                       |
|  | VEN Venezuela       | 45                  |                       |    |                       |                       |
|  | VEN Venezuela       | 45                  |                       |    |                       |                       |
|  | COL Colômbia        | 40                  |                       |    |                       |                       |

## Classificação final
| Pos.              | CON                | Esgrimistas                                      |
| ----------------- | ------------------ | ------------------------------------------------ |
| Medalha de ouro   | USA Estados Unidos | Gerek Meinhardt Nick Itkin Miles Chamley-Watson  |
| Medalha de prata  | CAN Canadá         | Maximilien Van Haaster Blake Broszus Patrick Liu |
| Medalha de bronze | BRA Brasil         | Pedro Marostega Guilherme Toldo Henrique Marques |
| 4                 | CHI Chile          | Leopoldo Alarcón Gustavo Alarcón Juvenal Alarcón |
| 5                 | ARG Argentina      | Nicolás Marino Augusto Servello Dante Cerquetti  |
| 6                 | MEX México         | Diego Cervantes Tommaso Archilei Ulises Soto     |
| 7                 | VEN Venezuela      | Antonio Leal Janderson Briceño César Aguirre     |
| 8                 | COL Colômbia       | Miguel Grajales Jorge Murillo David Ospina       |